# Hans Hoffmann (Architekt)
Hans Hoffmann (* 8. Juli 1904; † 4. Juni 1995; vollständiger Name: Hans Hoffmann) war ein deutscher Architekt, der in den 1930er und 1940er Jahren an Planungen für den Siedlungsbau in neu erschlossenen Berliner Stadtgebieten beteiligt war. Nach dem Krieg konnte er an diesen Siedlungen Ergänzungsbauten vornehmen, die sich gut in die vorhandene Bebauung einfügten. Einige seiner ausgeführten Projekte stehen unter Denkmalschutz.

## Leben
Nach Schule und Ausbildung an der FH wurde Hans Hoffmann in den späten 1920er Jahren Mitarbeiter im Atelier von Taut & Hoffmann.
In den 1930er Jahren wohnte er in Zehlendorf, Hartmannsweilerweg und später in der Mühlenstraße.
Hoffmann übernahm den Stil des Neuen Bauens, den bevorzugten Bautypus von Bruno Taut, und entwickelte dazu als persönliches Merkmal Fassaden-Glaswände vor wohnungsbreiten Balkonen und Erkern, er projektierte auch komplette gläserne Treppenhäuser. Wegen des umfassenden Einsatzes von Glas in seinen Fassaden erhielt Hans Hoffmann von Baufachleuten in den 1960er Jahren den Spitznamen „Glas-Hoffmann“.
Bis zum Ende des Zweiten Weltkriegs trat Hans Hoffmann nicht mit eigenen Bauentwürfen an die Öffentlichkeit.
Er war Mitglied der Geschäftsleitung und auch Vorstandsmitglied der Berliner Bau- und Wohnungsgenossenschaft von 1892, die ihn auch als Architekten beschäftigte.

## Bauten (Auswahl)

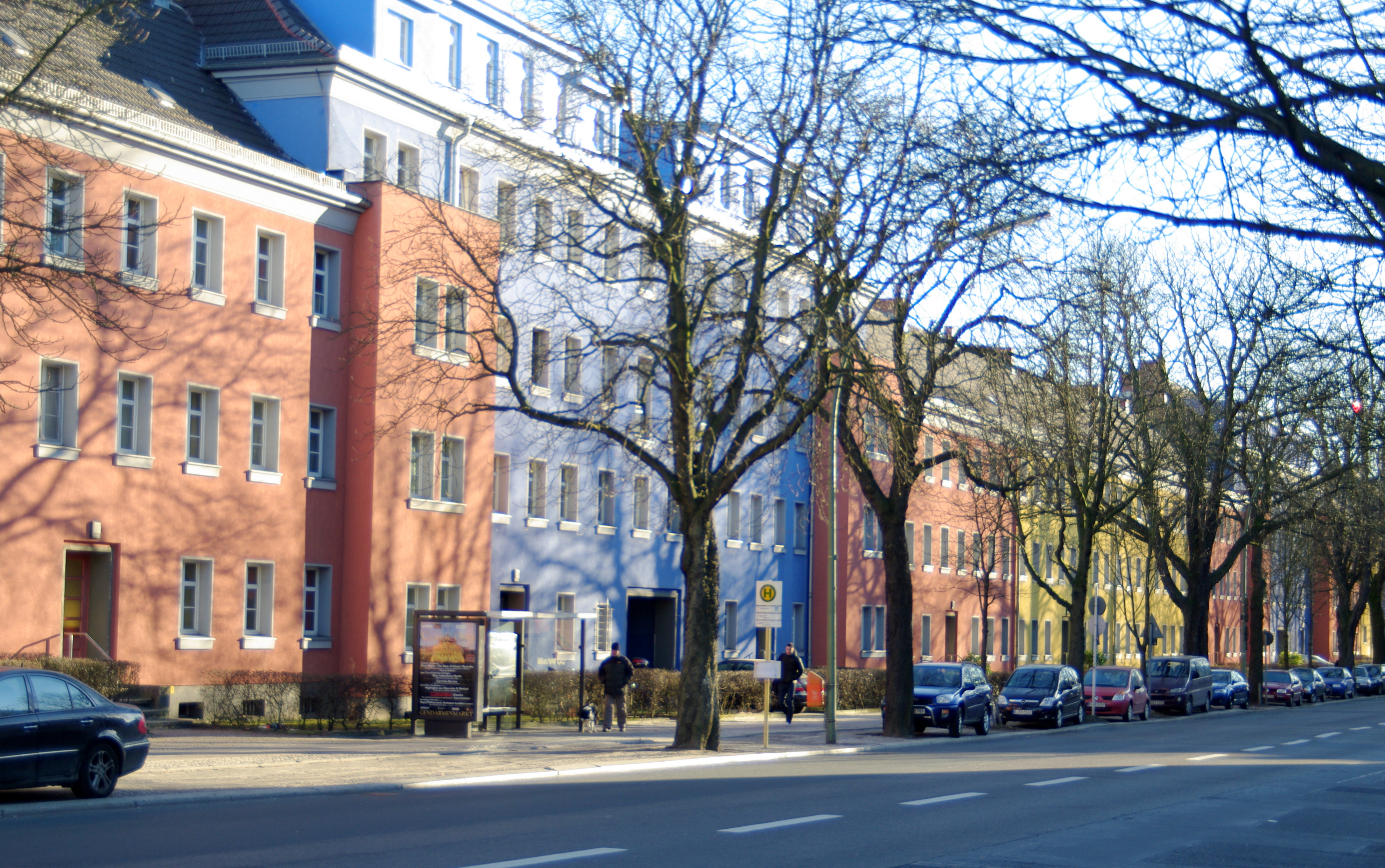
Beispiel von Wohnhäusern an der Attilastraße

- 1928–1930: Siedlung Marienhöhe bzw. Attilahöhe in Berlin-Tempelhof im Straßenkarree Attilastraße 1–19 (fortlaufend), Paul-Schmidt-Straße 7–39 (ungerade) und Tankredstraße 1–25 (ungerade), als Mitarbeiter im Büro Taut & Hoffmann[2]
- 1952–1954: Arnulfstraße 60–61 und Totilastraße 29/35, Erweiterung der Siedlung Attilahöhe

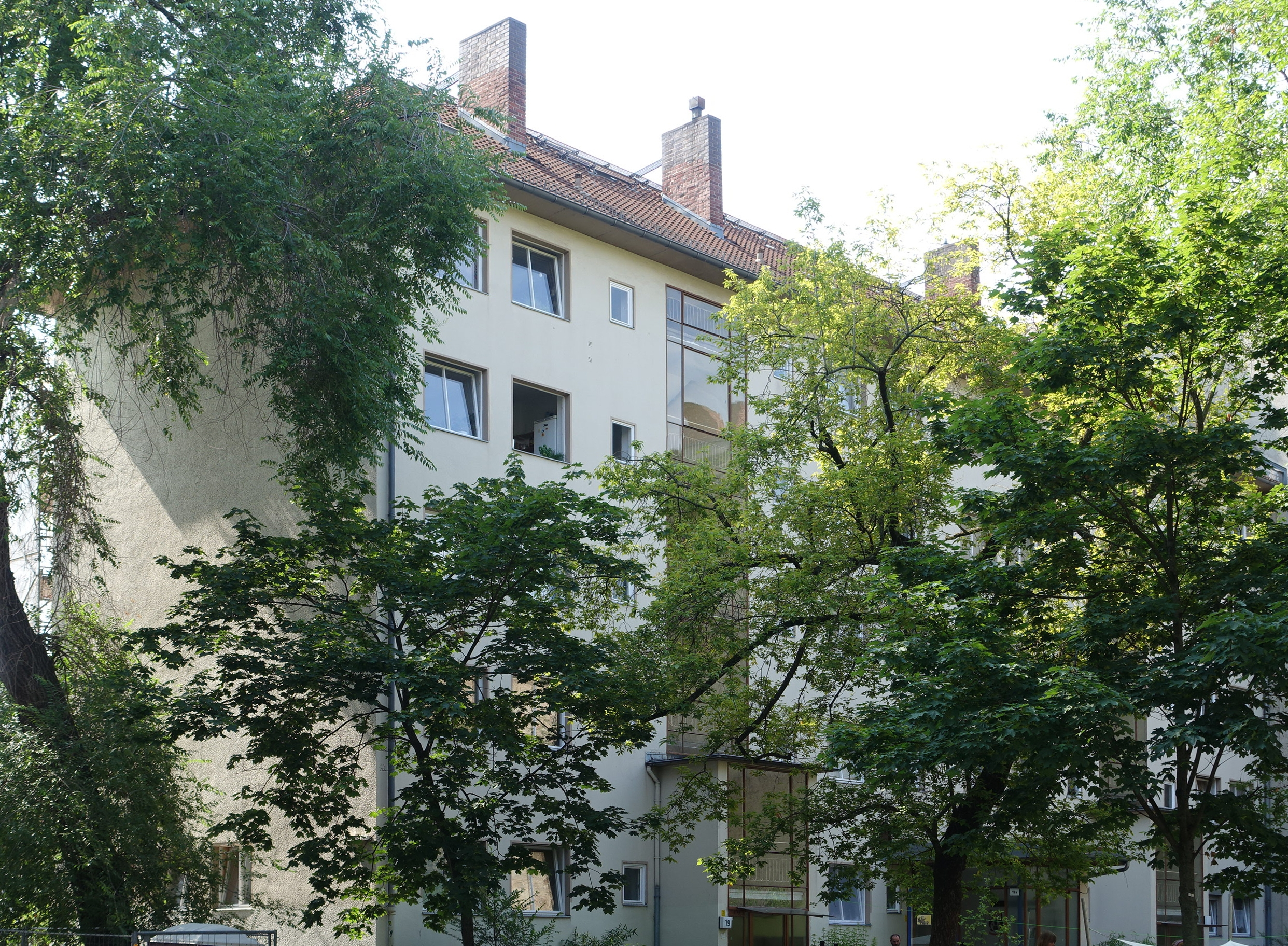
Eulerstraße 19

- 1953–1955: Mehrfamilienwohnhaus Eulerstraße 19 in Berlin-Gesundbrunnen (unter Denkmalschutz)[4] 
Hier ist der Einsatz von Glas zur Fassadengestaltung gut erkennbar.
- 1954–1959: Erweiterungsbauten der Siedlung Schillerpark, vor allem in der Corker Straße und der Oxforder Straße[5] sowie in der Bristolstraße[6]
- 1955–1956 und 1965–1966: Ergänzung der Siedlung Marienhöhe[5]
- 1952–1964: Wohnsiedlung Charlottenburg Nord; gemeinsamer Entwurf der Architekten Hans Scharoun, Hans Hoffmann, Erich Böckler, Norman Braun, Walter Labes, A. Meier, Edmund Meurin, Walter Semmer, Werner Weber, Hansrudolf Plarre und Werner Harting sowie des Hochbauamts Charlottenburg[7]. Das Teilobjekt Wohnanlage Halemweg/Heckerdamm geht auf die Planungen von Hans Hoffmann zurück.[8]

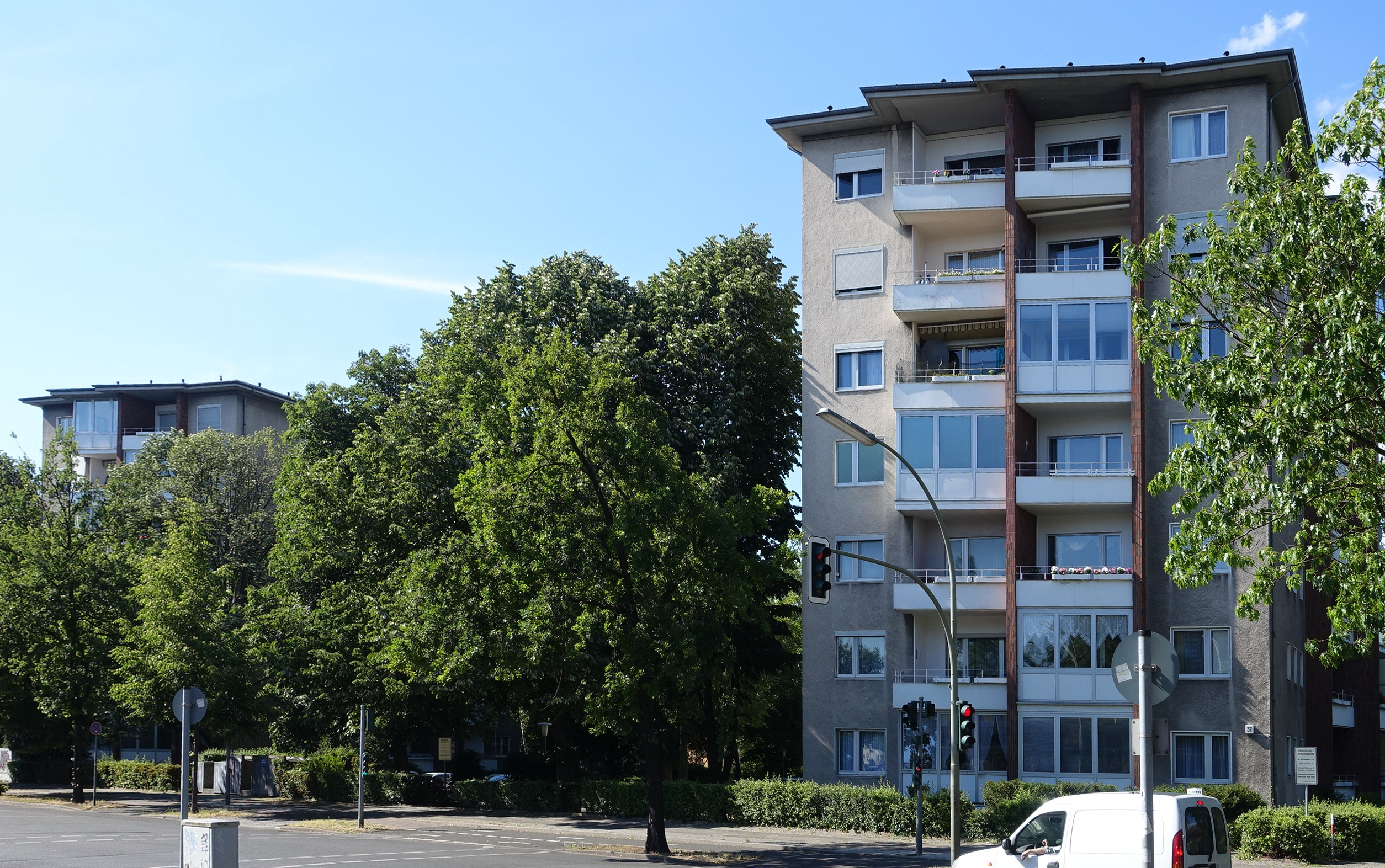
Glaserker an den Hochhäusern als Gestaltungselement

- 1958–1960: neue Ergänzungsbauten in der Corker Straße und der Holländerstraße[9]
- 1960–1961: Wohnanlage Kohlrauschstraße[10][11]
- 1960er Jahre: Siedlung Hakenfelde, Waldürner Weg / Michelstadter Weg; 6 langgestreckte Gebäude mit 3 oder 4 Etagen; 2013/2014 durch die Architekten Ruiken und Vetter aufgestockt und saniert[12]
- 1970: Einfamilienhäuser, zweigeschossige Zeilenbauten und vier- bis sechsgeschossige Wohnhäuser in Berlin-Buckow[13]